# Albert Lortzing
Gustav Albert Lortzing, född den 23 oktober 1801 i Berlin, död där den 21 januari 1851, var en tysk tonsättare, skådespelare, regissör, sångare och kapellmästare.

## Biografi
Albert Lortzing studerade en kort tid musik i Berlin, men följde sedan med föräldrarna som var knutna till ambulerande teatersällskap. Han medverkade tidigt i barnroller och utbildade sig till skådespelare och sångare. Han lärde sig också att spela piano, violin och violoncell.
Lortzing debuterade som komponist 1824 med det komiska skådespelet Ali Pascha von Janina. Från 1833 var han skådespelare och buffatenor i Leipzig och 1844–1845 även kapellmästare där. De följande åren förde han ett fattigt och kringflackande liv med kortare anställningar en tid som kapellmästare vid Theater an der Wien, innan operan där upplöstes 1848. Vid sin död 1851 var han kapellmästare i Berlin.

## Verk (urval)
- Die Himmelfahrt Jesu Christi (Jesu Kristi himmelsfärd) - oratorium (uruppfördes i Münster i 1828)
- Ali Pascha von Janina oder Die Franzosen in Albanien (Münster 1828)
- Die beiden Schützen (1835)
- Zar und Zimmermann, oder Die Zwei Peter (Tsar och timmerman) (1837)
- Hans Sachs (1840)
- Casanova (Leipzig 1841)
- Der Wildschütz, oder Die Stimme der Natur (Tjuvskytten) (1842)
- Undine (1845)
- Der Waffenschmied (Vapensmeden) (1846)
- Regina ("Freiheitsoper", Lortzings "Frihetsopera", inte uppförd under hans levnad)
- Die Opernprobe (Frankfurt 1851)

## Fotnoter
1. 1 2  SNAC, SNAC Ark-ID: w6bp0f7b, läs online, läst: 9 oktober 2017.[källa från Wikidata]
2. 1 2  Find a Grave, Find A Grave-ID: 19376425, läs online, läst: 9 oktober 2017.[källa från Wikidata]
3. 1 2  International Music Score Library Project, IMSLP-ID: Category:Lortzing,_Albert, läst: 9 oktober 2017.[källa från Wikidata]
4. 1 2  Aleksandr M. Prochorov (red.), ”Лорцинг Альберт”, Большая советская энциклопедия : [в 30 т.], tredje utgåvan, Stora ryska encyklopedin, 1969, läst: 28 september 2015.[källa från Wikidata]
5. 1 2 3 4 5  arkiv Storico Ricordi, Archivio Storico Ricordi person-ID: 2286, läst: 3 december 2020.[källa från Wikidata]
6. ↑  Find a Grave, läs online, läst: 28 november 2024.[källa från Wikidata]
7. ↑  unknown value, Лорцинг, Riemanns musiklexikon (1901–1904).[källa från Wikidata]
8. ↑  Carlquist, Gunnar, red (1937). Svensk uppslagsbok. Bd 17. Malmö: Svensk Uppslagsbok AB. sid. 632-33